# دارنييل فيشير
دارنييل فيشير (بالإنجليزية: Darnell Fisher) (4 أبريل 1994 بريدنغ في المملكة المتحدة - ) هو لاعب كرة قدم بريطاني في مركز الظهير. لعب مع سانت جونستون ونادي سلتيك.

## روابط خارجية
- دارنييل فيشير على موقع قاعدة بيانات كرة القدم.إي يو (الإنجليزية)
- دارنييل فيشير على موقع Soccerbase.com (لاعب) (الإنجليزية)
- دارنييل فيشير على موقع Soccerway.com (الإنجليزية)
- دارنييل فيشير على موقع عالم كرة القدم.نت (الإنجليزية)
- دارنييل فيشير على موقع AS.com (الإسبانية)